# ونسان اوریول
ونسان ژول اوریول‏ (فرانسوی: vɛ̃sɑ̃ oʁjɔl؛ انگلیسی: Vincent Jules Auriol؛ زادهٔ ۲۷ اوت ۱۸۸۴ – درگذشتهٔ ۱ ژانویه ۱۹۶۶) یک سیاستمدار فرانسوی بود که از سال ۱۹۴۷ تا ۱۹۵۴ به عنوان شانزدهمین رئیس‌جمهور فرانسه خدمت کرد.